# Средняя Каргалка
Средняя Каргалка — река в России, протекает по Сакмарскому и Оренбургскому районам Оренбургской области. Длина реки составляет 50 км. Площадь водосборного бассейна — 334 км².
Начинается в степи между сёлами Новодмитриевка и Белоусовка. Течёт сначала на восток, в Белоусовке поворачивает на юго-восток, протекает через сёла Киевский, Роза Люксембург, Чапаевский. Устье реки находится в 32 км по правому берегу реки Сакмара в селе Татарская Каргала. Ширина реки в низовьях — 20 метров при глубине в 1 метр, дно песчаное.
Основные притоки — овраг Мусачукыр (лв), овраг Таймас (лв), овраг Каменный (пр), овраг Карповский (лв), река Сухой Дол (лв).

## Данные водного реестра
По данным государственного водного реестра России относится к Уральскому бассейновому округу, водохозяйственный участок реки — Сакмара от впадения реки Большой Ик и до устья. Речной бассейн реки — Урал (российская часть бассейна).
Код объекта в государственном водном реестре — 12010000712112200007104.